# Final Fight: Streetwise
Final Fight: Streetwise est un jeu vidéo de type beat them all développé par Capcom Production Studio 8 et édité par Capcom, sorti en 2006 sur PlayStation 2 et Xbox.

## Accueil
- Jeuxvideo.com : 7/20[1]